# Russi del Baltico
I russi del Baltico sono tutti quei cittadini di etnia russa o che parlano come prima lingua quella russa i quali vivono in Estonia, Lettonia e Lituania. Nel 2017 si contava 1 milione di russi etnici negli Stati baltici, un dato in calo rispetto agli 1,7 milioni del 1989, l'anno dell'ultimo censimento avvenuto in epoca sovietica.

## Storia
La maggior parte degli odierni russi del Baltico sono migranti dell'epoca sovietica o vantano discendenti che provenivano dalla RSFS Russa, sebbene una parte relativamente piccola di loro possa far risalire la loro ascendenza nell'area anche ai secoli precedenti.
Secondo le statistiche ufficiali, nel 1920, i russi etnici (la maggior parte dei quali risiedevano lì dai tempi dell'Impero) costituivano il 7,82% della popolazione nella Lettonia indipendente, crescendo al 10,5% nel 1935. La quota di russi etnici nella popolazione dell'Estonia indipendente era di circa l'8,2%, di cui circa la metà erano uomini e donne che vivevano nelle aree urbane e circostanti di Pečory e Izborsk, città assegnate al territorio estone di concerto con il trattato di Tartu del 1920, ma in seguito trasferite alla RSFS Russa dalle autorità sovietiche nel 1945. Le restanti contee del Paese baltico più settentrionale erano per il 97,3% popolate da estoni nel 1945. La quota di russi etnici nella Lituania indipendente (esclusa la regione di Vilnius, allora annessa dalla Polonia era ancora minore, ovvero circa il 2,5%.
In accordo con i termini del patto Molotov-Ribbentrop del 1939, l'Unione Sovietica invase e successivamente annesse (legittimamente secondo la storiografia sovietica, illegittimamente secondo il giudizio delle potenze occidentali) Estonia, Lettonia e Lituania come repubbliche socialiste nel 1940. La Germania nazista si spinse verso est quando dichiarò guerra all'URSS nel 1941 e si insediò una settimana più tardi della prima deportazione di massa coordinata da Mosca. I membri del partito comunista giunti nel 1940 si ritirarono in aree interne dell'URSS e i regimi fantoccio installati vennero smantellati; chi cadde in mano dei tedeschi fu trattato duramente o assassinato. L'Unione Sovietica rioccupò gli Stati baltici nel 1944-1945 quando la seconda guerra mondiale volgeva al termine.
Immediatamente dopo la chiusura del conflitto, negli Stati baltici si verificò un forte afflusso di persone da altre repubbliche dell'URSS come parte di un processo di russificazione e sovietizzazione. I nuovi migranti parteciparono al processo di industrializzazione dell'economia lettone, trattandosi più che altro di operai edili o impegnati nella manifattura, nel metalmeccanico e nel tessile che si stabilirono nelle principali aree urbane. Oltre ai civili, la costituzione di strutture militari comportò l'afflusso del personale militare e di quello associato alla manutenzione, poiché gli stati baltici risultavano de facto tra i paesi a ridosso del blocco occidentale sul Mar Baltico. Molti soldati dell'Armata Rossa optarono per non far ritorno nelle proprie aree di provenienza dopo il pensionamento, attratti dalla qualità della vita relativamente migliore rispetto al resto dell'URSS. Nacquero per questo motivo aspre controversie con la Russia sulla questione delle pensioni militari ancora da pagare dopo la dissoluzione dell'Unione Sovietica.
Dopo la morte di Stalin nel 1953, la spinta migratoria verso la RSS Lituana subì una brusca frenata, a causa delle diverse politiche sull'urbanizzazione, sull'economia e su altri ambiti rispetto a quelle perseguite dalla RSS Lettone e dalla RSS Estone. Comunque sia, l'andirivieni di russi che si spingevano verso la repubblica baltica più meridionale non si arrestò del tutto e nuove frotte di lavoratori russi giunsero per partecipare a importanti progetti di costruzione, come nel caso delle centrali elettriche.
In Lettonia ed Estonia, il quadro demografico negli anni '80 vedeva una forte presenza di cittadini di etnia straniera: i russi costituivano circa un terzo della popolazione in Estonia, mentre in Lettonia i baltici erano poco più del 50%. In Lituania, invece, nel 1989 circa il 20% rientrava tra le minoranze.
Diversi giuristi hanno fatto notare in seguito che "in conformità con l'articolo 49 della Quarta Convenzione di Ginevra, sottoscritta anche dall'URSS nel 1949, l'insediamento dei russi negli Stati baltici durante il secondo dopoguerra era contrario alle norme di diritto internazionale" ("La potenza occupante non deve deportare o trasferire gruppi della propria popolazione civile nel territorio che occupa"). Dal canto suo, Mosca segnalava che poiché gli Stati baltici aderirono volontariamente all'URSS nel 1940, la convenzione risultava inapplicabile per le tre repubbliche socialiste.
Continuando ad operare tramite ambasciate o governi in esilio, e fiduciosi dal punto di vista del diritto internazionale e dei trattati in vigore al momento della prima occupazione sovietica, gli stati baltici continuarono a considerare la presenza sovietica sul suolo estone, lettone e lituano alla stregua di un'occupazione illegittima per tutta la sua durata. Secondo tale assunto, noto come continuità legale, il primo periodo di indipendenza per i tre stati non sarebbe mai cessato e pertanto, per questa ragione, dopo il 1990 si procedette a ripristinare le vecchie disposizioni normative, le costituzioni e i trattati stipulati prima della seconda guerra mondiale: ovviamente, nel corso degli anni antecedenti al XXI secolo, le leggi subirono un articolato processo di revisione, soprattutto in tema di cittadinanza e linguistico.
Alcuni russi del Baltico, in particolare quelli che si erano stanziati a vivere nella regione non molto tempo prima che i tre paesi riottenessero l'indipendenza nel 1991, si spostarono di nuovo in Russia e in altre ex repubbliche sovietiche (come il Kazakistan per esempio) all'inizio degli anni '90. La Lituania, meno toccata dall'immigrazione, concesse in maniera automatica la cittadinanza. In Lettonia ed Estonia, coloro che non avevano legami familiari con la Lettonia prima della seconda guerra mondiale non ricevettero lo stesso trattamento. Chi non richiese la cittadinanza russa durante il periodo di tempo messo a disposizione, conseguì lo status di "non cittadino" residente in maniera stabile.

## Status attuale
I russi lituani risiedono soprattutto nelle città: nella capitale Vilnius, costituiscono il 14% della popolazione, nella terza città lituana Klaipėda non superano il 20%. Altre città lituane, incluso il secondo agglomerato più grande Kaunas, contano percentuali inferiori di russi, mentre nella maggior parte dei piccoli centri e villaggi la presenza è trascurabile (ad eccezione di Visaginas con il 52,4%). In totale, il 5,88% della popolazione lituana è di etnia russa.
Discorso diverso per la Lettonia, dove i russi costituiscono quasi la metà della popolazione della capitale Riga. A Daugavpils, secondo centro più importante, dove già prima della Grande Guerra i russi erano il secondo gruppo etnico più nutrito dopo gli ebrei, i lettoni risultano in minoranza. Ad oggi, circa il 25% della popolazione lettone è di etnia russa.
In Estonia, i russi sono concentrati nelle aree urbane, in particolare a Tallinn e nella contea nord-orientale di Ida-Virumaa. Nel 2011, il 38,5% della popolazione di Tallinn era di etnia russa, ma un dato ancora più sorprendente è che il 46,7% parlava il russo come lingua madre. Nel 2011, il censimento nazionale ha svelato comunità russe a Narva (82%), Sillamäe (circa 86%) e Kohtla-Järve (70%). Nella seconda città più grande dell'Estonia, Tartu, l'etnia russa costituisce circa il 16% della popolazione. Nelle zone rurali la percentuale scende (13 delle 15 contee dell'Estonia sono per oltre l'80% di etnia estone). Nel complesso, i russi etnici costituiscono il 24% della popolazione dell'Estonia (la proporzione di russofoni è, tuttavia, leggermente più alta, perché il russo è la lingua madre di molti ucraini, bielorussi ed ebrei residenti in maniera stabile nel paese).
La domanda di lavoratori dell'industria ha spinto i russi a stabilirsi nelle città più grandi. In tutti e tre i paesi, gli insediamenti rurali sono abitati quasi interamente dai principali gruppi etnici nazionali, ad eccezione di alcune aree dell'Estonia orientale e della Lettonia con una storia più lunga di villaggi russi e misti. La città lituana di Visaginas è stata costruita per i lavoratori della centrale nucleare di Ignalina e quindi ha una maggioranza straniera. Uno studio del 2014 ha rilevato che molti russi si identificavano con il luogo in cui vivevano.
Dopo l'adesione di Estonia, Lettonia e Lituania all'Unione europea il 1º maggio 2004, molti russi del Baltico si sono trasferiti in altri paesi dell'UE. In particolare, decine di migliaia di essi (soprattutto quelli con cittadinanza UE) sono giunti nel Regno Unito e in Irlanda, ovvero le prime realtà di ingresso meno recente ad aprire i loro mercati del lavoro ai nuovi membri dell'Unione. Provenienti dalle tre capitali baltiche, la rotta seguita con il proprio passaporto europeo li ha spinti a Londra, Dublino e in altre città delle due isole. Tali cittadini costituiscono una parte sostanziale della comunità di lingua russa nella capitale inglese, pur non esistendo statistiche affidabili sul loro numero esatto: nel Regno Unito, essi sono infatti conteggiati come cittadini dei paesi baltici e non come russi.

### Cittadinanza
Dopo il ripristino dell'indipendenza nel 1991, la Lettonia e l'Estonia hanno riportato in vigore le leggi sulla cittadinanza pre-1940 sulla base della continuità giuridica della loro statualità per tutto il periodo 1940-1991, riconoscendo automaticamente la cittadinanza secondo il principio dello ius sanguinis per le persone che disponevano della cittadinanza prima del 16 giugno 1940 e per i loro discendenti. La maggior parte di coloro che si erano stabiliti nel territorio di queste repubbliche dopo l'annessione dell'URSS ha conseguito il diritto di ottenere la cittadinanza attraverso la procedura di naturalizzazione, la quale non scattava pertanto in automatico. Una simile politica ha interessato non solo i russi, ma anche i discendenti di quegli estoni e lettoni emigrati da questi paesi prima della proclamazione dell'indipendenza nel 1918. L'Estonia è stata inoltre la prima nazione al mondo a introdurre la cittadinanza digitale. La doppia cittadinanza non è stata consentita, tranne per coloro che hanno acquisito la cittadinanza per nascita.
La conoscenza della rispettiva lingua ufficiale e in alcuni casi della legge fondamentale e/o della storia e un giuramento di fedeltà all'ordinamento costituzionale stabilito sono stati posti come condizione per ottenere la cittadinanza per naturalizzazione. Tuttavia, la presunta difficoltà dei test di lingua è diventata materiale di contesa internazionale, poiché il governo della Russia, il Consiglio d'Europa e diverse organizzazioni per i diritti umani sostenevano fosse stato reso impossibile per molti russi in età avanzata cresciuti nella regione baltica conseguire lo status sperato. Di conseguenza, la procedura è stata modificata, ma un'ampia fetta di russi in Lettonia ed Estonia è ancora non cittadino o straniero. Una conseguenza sociale interessante riguarda coloro che non hanno presentato domanda di cittadinanza, visti con sospetto e come soggetti che evitano deliberatamente il processo di naturalizzazione. Per molti, un motivo importante per non presentare la richiesta è data dal fatto che la Russia offre un trattamento di favore ai non cittadini: essi sono infatti agevolati nel conseguire una professione o nel visitare i parenti in Russia. I cittadini degli stati baltici, invece, devono richiedere il visto.
La questione della lingua è ancora controversa, in particolare in Lettonia, dove ci sono state proteste contro i piani per richiedere che almeno il 60% delle lezioni nelle scuole superiori di lingua russa finanziate dallo stato venissero insegnate in lettone (nella prima versione della legge sull'istruzione questa era del 100%).
Al contrario, la Lituania ha concesso la cittadinanza a tutti i suoi residenti al momento del giorno della ridichiarazione dell'indipendenza per chi la desiderasse, senza che fosse necessario sostenere un esame di lituano. Probabilmente il motivo principale per cui la Lituania ha adottato un approccio meno restrittivo rispetto a Lettonia ed Estonia è determinato dalla circostanza che, mentre nel primo di questi ultimi due paesi i lettoni etnici costituivano solo una piccola maggioranza della popolazione totale, e nel Paese baltico più settentrionale gli estoni costituivano circa il 70%, più a sud i lituani etnici erano circa l'80% della popolazione. Pertanto, per quanto concerne il voto alle elezioni nazionali o ai referendum, le opinioni dei lituani etnici avrebbero probabilmente avuto la meglio se ci fosse stata una differenza di opinione tra i lituani e le minoranze più grandi (russi e polacchi), ma questo era meno scontato a nord, soprattutto in Lettonia.
Alcuni rappresentanti delle comunità etniche russe in Lettonia ed Estonia hanno talvolta segnalato casi di discriminazione da parte delle autorità: queste chiamate sono spesso state fatte notare dalla Russia. Dal canto loro, la Lettonia e l'Estonia respingono le accuse, rivolgendosi anzi a Mosca come desiderosa di sfruttarle per scopi politici. Negli ultimi anni, quando esponenti di spicco nella politica russa hanno iniziato a parlare del "vecchio spazio sovietico" come parte della loro sfera di influenza, tali affermazioni hanno infastidito, se non allarmato, le repubbliche baltiche.
Estonia, Lettonia e Lituania dal 2004 sono frattanto diventate membri della NATO e dell'Unione europea. Per soddisfare una condizione preliminare per la loro ammissione nell'UE, sia l'Estonia che la Lettonia hanno leggermente modificato le loro politiche in materia di cittadinanza in risposta al monitoraggio e alle richieste di Bruxelles. Le obiezioni sui diritti fondamentali mosse dai russi e da altre minoranze sembrano avere avuto da allora meno risonanza rispetto agli anni in cui le domande di adesione alla comunità europea dei paesi baltici erano ancora pendenti.

### Attività politica

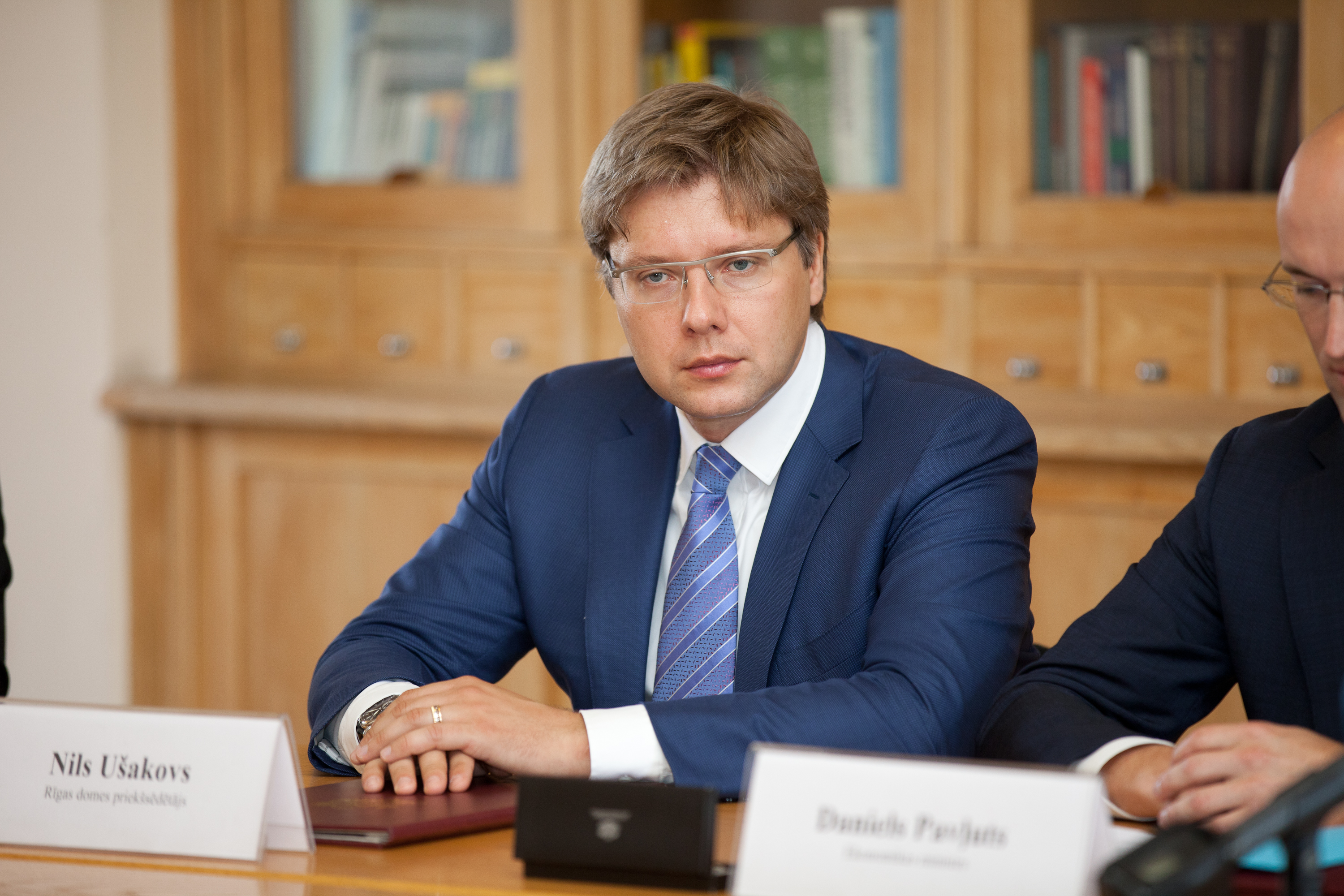
Nils Ušakovs, il primo sindaco di etnia russa di Riga nella Lettonia indipendente

Esiste un discreto numero di movimenti ed esponenti politici negli stati baltici che affermano di rappresentare la minoranza di lingua russa. Simili formazioni sostengono i diritti di chi parla la lingua russa, chiedono la cittadinanza per tutti i residenti a lungo termine in Lettonia ed Estonia e tendono ad avere visioni di sinistra in altri ambiti. In Lettonia, il loro peso politico è maggiore: si pensi all'Unione Russa di Lettonia, la quale conta un seggio nel parlamento europeo tenuto da Tatjana Ždanoka e al più moderato partito Partito Armonia, attualmente la più grande fazione del Saeima con 24 deputati su 100. Si considerino inoltre il partito dell'ex sindaco di Riga Nils Ušakovs e al rappresentante nominato nel 2014 al Parlamento europeo Andrejs Mamikins.
Anche in Estonia esiste il Partito della Sinistra Unita Estone: tuttavia, esso non vanta seggi nel Riigikogu e il Partito di Centro Estone è quello ritenuto più rappresentativo per i russi estoni. Ciò è in parte dovuto al suo accordo di cooperazione con la Russia Unita, alla sua difesa di legami più amichevoli con il governo russo rispetto ad altri partiti estoni tradizionali e alla prevalenza di russi e russofoni tra i consiglieri municipali del partito e parlamentari.
Nel 2011, alcuni gruppi russofoni in Lettonia hanno raccolto firme sufficienti per avviare il processo di modifica della Costituzione per conferire al russo lo status di lingua ufficiale: il 18 febbraio 2012 si è tenuto il referendum costituzionale sull'opportunità di adottare il russo come seconda lingua. Secondo la Commissione elettorale centrale, il 74,8% ha votato contro, il 24,9% ha votato a favore e l'affluenza alle urne è stata del 71,1%. La comunità dei non cittadini (290.660, ovvero il 14,1% dell'intera popolazione lettone) non disponeva del diritto di voto.

### Esplicative
1. ↑  La lingua russa, oggi non più una lingua di stato nei tre Paesi baltici, rimase quella ufficiale nel corso dell'epoca sovietica.

### Bibliografiche
1. 1 2 3   Alvydas Butkus, Popolazione lituana per etnia, su alkas.lt, 16 dicembre 2015. URL consultato il 1º settembre 2020.
2. 1 2 3   Distribuzione della popolazione della Lettonia per composizione nazionale e affiliazione statale [collegamento interrotto], su gov.lv, 1º gennaio 2017. URL consultato il 1º settembre 2020.
3. 1 2 3  (EN) Popolazione per sesso, etnia e contra in Estonia, su stat.ee, 1º gennaio 2018. URL consultato il 1º settembre 2020.
4. ↑  (EN) Agnieszka Łada, All quiet in the Baltics, su bertelsmann-stiftung.de,  pp. 2-12. URL consultato il 1º settembre 2020.
5. ↑  (LT) Popolazione all'inizio dell'anno ordinata per nazionalità, percentuale e anno con annessa piccola descrizione, su stat.gov.lt. URL consultato il 1º settembre 2020 (archiviato dall'url originale il 6 settembre 2012).
6. ↑   (EN) Lily Gardner Feldman, Raisa Barash, Samuel Goda e André Zempelburg, The Former Soviet Union and East Central Europe between Conflict and Reconciliation, Vandenhoeck & Ruprecht, 2018,  p. 135, ISBN 978-36-47-56033-5.
7. 1 2  (EN) Aaron O'Neill, Population of the Baltic states 1922-1935, su statista.com. URL consultato il 1º settembre 2020.
8. ↑  (EN) Aldona Jawłowska e Marian Kempny, Cultural Dilemmas of Post-communist Societies, IFiS Publishers, 1994,  p. 193, ISBN 978-83-86-16604-6.
9. ↑  (EN) Congresso degli USA, Conditions in the Baltic States and in Other Countries of Eastern Europe, 1965,  p. 29.
10. ↑   Accordo tra la Repubblica di Lettonia e la Federazione Russa [collegamento interrotto], su likumi.lv. URL consultato il 13 agosto 2020.
11. 1 2  (EN) Kevin O'Connor, The History of the Baltic States, Greenwood Publishing Group, 2003,  p. 128, ISBN 978-03-13-32355-3.
12. ↑  (EN) Gunter Faure e Teresa Mensing, The Estonians: the long road to independence, Lulu.com, 2012,  p. 6, ISBN 978-11-05-53003-6.
13. ↑  (EN) Katherine Graney, Russia, the Former Soviet Republics, and Europe Since 1989: Transformation and Tragedy, Oxford University Press, 2019,  p. 199, ISBN 978-01-90-05511-0.
14. ↑  (EN) Witold Maciejewski, The Baltic Sea Region: Cultures, Politics, Societies, Baltic University Press, 2002,  p. 255, ISBN 978-91-97-35798-2.
15. ↑   Convenzione di Ginevra per la protezione delle persone civili in tempo di guerra, su admin.ch, 12 agosto 1949. URL consultato il 1º settembre 2020.
16. ↑  (EN) Dovile Budryte, Taming Nationalism? Political Community Building in the Post-Soviet Baltic States, Routledge, 2017,  p. 99, ISBN 978-13-51-89620-7.
17. ↑  (EN) Richard Mole, The Baltic States from the Soviet Union to the European Union: Identity, Discourse and Power in the Post-Communist, Routledge, 2012,  p. 127, ISBN 978-11-36-32772-8.
18. ↑  (EN) Raymond L. Garhoff, Soviet Military Doctrine, Pickle Partners Publishing, 2019,  p. 872, ISBN 978-17-89-12347-0.
19. ↑  (EN) Russia denies Baltic 'occupation', su BBC News. URL consultato il 25 luglio 2020 (archiviato dall'url originale il 20 giugno 2017).
20. ↑  (EN) Dzintra Bungs, The Baltic States: Problems and Prospects of Membership in the European Union, Nomos, 1998,  p. 70, ISBN 978-37-89-05591-1.
21. ↑  (EN) Minton F. Goldman, Global Studies: Russia, the Eurasian Republics and Central/Eastern Europe, 11ª ed., McGraw-Hill Companies, 2007,  p. 48, ISBN 978-00-73-37989-0.
«Non tutti scelsero di andarsene. Molti desideravano rimanere, in quanto le condizioni di vita erano decisamente migliori rispetto alla Russia»
22. ↑  (EN) Kevin O'Connor, The History of the Baltic States, Greenwood Publishing Group, 2003,  p. 175, ISBN 978-03-13-32355-3.
«Parte dei baltici, in particolare gli estoni, "sperava semplicemente che i russi se ne andassero in patria»
23. ↑   Laura Antonelli Carli, "Gli "alieni" di Lettonia ed Estonia: dentro le vite dei non-cittadini dell'ex, su vice.com, 30 marzo 2016. URL consultato il 1º settembre 2020.
24. 1 2  (EN) Olga E. Kagan, Maria M. Carreira e Claire Hitchens Chik, The Routledge Handbook of Heritage Language Education: From Innovation to Program Building, Taylor & Francis, 2017,  p. 285, ISBN 978-13-17-54153-0.
25. 1 2  (EN) Augustinas Žemaitis, Russians in Lithuania, su TrueLithuania.com. URL consultato il 1º settembre 2020 (archiviato dall'url originale il 2 ottobre 2020).
26. ↑   Primo censimento generale della popolazione dell'Impero russo nel 1897, su demoscope.ru. URL consultato il 1º settembre 2020.
27. ↑  (EN) "Latvian Russians, su latvia.eu. URL consultato il 1º settembre 2020.
28. ↑  (EN) Statistics and yearbooks (2011), su tallinn.ee. URL consultato il 1º settembre 2020.
29. ↑   Narva arvudes - Narva in figures (PDF), su narva.ee, 2010,  p. 9. URL consultato il 1º settembre 2020 (archiviato dall'url originale il 26 giugno 2020).
30. ↑  (EN) Tom Peeters, Sillamäe: the most Russian place in Estonia, su volcanolove.org, 19 novembre 2019. URL consultato il 1º settembre 2020.
31. ↑  (EN) How up to now Estonian women [collegamento interrotto], su Okategoriserade, 13 gennaio 2020. URL consultato il 1º settembre 2020.
32. ↑  (EE) Tartu in numeri (2010) (PDF), su tartu.ee. URL consultato il 1º settembre 2020.
33. ↑  (EN) Thorsten Knauth, Encountering Religious Pluralism in School and Society, Waxmann Verlag, 2008,  p. 309, ISBN 978-38-30-96972-3.
34. ↑  (EN) Virgilijus Matulionis Arvydas e Monika Frejute-Rakauskene, L'identità del gruppo etnico russo in Lituania e Lettonia. Aspetti comparativi, su cyberleninka.ru. URL consultato il 1º settembre 2020.
35. ↑  (EN) Agnia Grigas, The new generation of Baltic Russian speakers, su euractiv.com, 28 novembre 2014. URL consultato il 1º settembre 2020.
36. ↑  (EN) Una Bergmane, Fading Russian Influence in the Baltic States, su nih.gov. URL consultato il 1º novembre 2020.
37. ↑  (EN) Estonian citizenship, su eesti.ee. URL consultato il 1º settembre 2020.
38. ↑   Sara Stefanini, E-residency, in Estonia la cittadinanza digitale si ottiene con un clic, su la Repubblica, 2 agosto 2015. URL consultato il 1º settembre 2020.
39. 1 2 3   L'incredibile storia di come i cittadini estoni sono stati considerati apolidi dal loro stesso governo, su scambieuropei.info. URL consultato il 1º settembre 2020.
40. 1 2  (EN) Minorities and majorities in Estonia: problem of integration at the threshold of the EU, Flensburg, marzo 1999,  pp. 6-10. URL consultato il 1º settembre 2020.
41. ↑   In Lettonia smetteranno di insegnare il russo nelle scuole, su il Post, 25 novembre 2018. URL consultato il 1º settembre 2020.
42. ↑   Laura Luciani, Lettonia: Le scuole in lingua russa a rischio chiusura?, su eastjournal.net, 9 maggio 2018. URL consultato il 1º settembre 2020.
43. ↑  (EN) Alexandra Ashbourne, Lithuania: The Rebirth of a Nation, 1991-1994, Lexington Books, 1999,  p. 46, ISBN 978-07-39-10027-1.
44. ↑  (EN) Anton Steen, Between Past and Future: Elites, Democracy and the State in Post-Communist Countries, Routledge, 2019,  p. 37, ISBN 978-04-29-51245-2.
45. ↑  (EN) Vladimir Socor, Kremlin Refining Policy in 'Post-Soviet Space', su jamestown.org, 8 febbraio 2005. URL consultato il 1º settembre 2020 (archiviato dall'url originale il 3 luglio 2007).
46. ↑   Guido De Franceschi, A cent'anni dall'indipendenza, gli stati baltici temono ancora Mosca, su Il Foglio, 16 febbraio 2018. URL consultato il 1º settembre 2020.
47. ↑   Carolyn Bain, Estonia, Lettonia e Lituania, EDT srl, 2009,  p. 27, ISBN 978-88-60-40463-3.
48. ↑  (EN) Matthes Bubbe, Russia, the EU and the Baltic States, su library.fes.de,  pp. 3-7. URL consultato il 1º settembre 2020.
49. 1 2  (EN) Anatoly Kulik e Susanna Pshizova, Political Parties in Post-Soviet Space: Russia, Belarus, Ukraine, Moldova, and the Baltics, Greenwood Publishing Group, 2005,  pp. 143-144, ISBN 978-02-75-97344-5.
50. ↑  (EN) Ammon Českin, Russian-Speakers in Post-Soviet Latvia, Edinburgh University Press, 2016,  pp. 185-186, ISBN 978-07-48-69744-1.
51. ↑   Michael Kokot, Narva, l'ultimo Lenin d'Estonia, su la Repubblica, 24 aprile 2019. URL consultato il 1º settembre 2020.
52. ↑   Anna Žīgure, La lingua lettone è la vincitrice. Dedichiamole il 18 febbraio, su wordpress.com, 21 febbraio 2012. URL consultato il 1º settembre 2020.
53. ↑   Lettonia, il referendum della discordia, su limesonline.com. URL consultato il 1º settembre 2020.
54. ↑  (EN) Larissa Ryazanova-Clarke, Russian Language Outside the Nation, Edinburgh University Press, 2014,  pp. 48-49, ISBN 978-07-48-66846-5.